# Liste des ballons sortis de Paris pendant le siège de 1870-1871
Cette page recense la liste des ballons sortis de Paris pendant le siège de 1870-1871

## Historique
« Délibération du Conseil municipal de la ville de Paris 

Séance du mercredi 18 novembre 1874 sous la présidence de M. Vautrain, M. Héredia, donne lecture de la Proposition suivante :
Considérant que les Aéronautes partis en province pendant le siège de Paris, avec des missions officielles, ont rendu à la patrie et à la ville assiégée les services les plus signalés;
Considérant que la Ville de Paris ne peut que s'honorer elle même en honorant des dévouements aussi exceptionnels, et en donnant un témoignage public de sa reconnaissance à des hommes qui ont, avec une abnégation admirable, risqué leur vie au service de leurs concitoyens ;
Par ces motifs : le Conseil vote la création d'une médaille commémorative, qui sera remise à chacun des Aéronautes du siège de Paris. »
| N° | Nom                 | Lieu du départ             | Cubage (M3) | Propriétaire                        | Dates             | Heures | Aéronautes,                        | Passagers                                              | Dépêches (Kg)         | Pigeons (Nombre) | Lieu d'arrivée                                   | Heures | Distance (Km) |
| -- | ------------------- | -------------------------- | ----------- | ----------------------------------- | ----------------- | ------ | ---------------------------------- | ------------------------------------------------------ | --------------------- | ---------------- | ------------------------------------------------ | ------ | ------------- |
| 1  | Neptune             | Place Saint-Pierre         | 1 200       | Administration des Postes           | 23 septembre 1870 | 8h00   | Jules Duruof                       | -                                                      | 125                   | 0                | Cracouville                                      | 11h00  | 104           |
| 2  | Ville de Florence   | Boulevard d'Italie         | 1 400       | Ministère des travaux publics       | 25 septembre 1870 | 11h00  | Gabriel Mangin                     | Lutz                                                   | 150                   | 3                | Vernouillet (Yvelines)                           | 14h30  | 25            |
| 3  | États-Unis          | Usine à gaz de La Villette | 1 340       | Louis Godard                        | 29 septembre 1870 | 10h30  | Louis Godard                       | J G Courtin                                            | 75                    | 4                | Magnanville                                      | 14h00  | 58            |
| 4  | Céleste             | Usine à gaz de Vaugirard   | 780         | M. Giffard                          | 30 septembre 1870 | 9h30   | Gaston Tissandier                  | -                                                      | 100                   | 3                | Près de Dreux                                    | 12h00  | 80            |
| -  | « Sans nom »        | Boulevard d'Italie         | 125         | Eugène Godard                       | 30 septembre 1870 | 9h30   | Ballon libre                       | -                                                      | 4                     | -                | Près des remparts dans un retranchement prussien | 12h00  | 80            |
| 5  | Armand Barbès       | Place Saint-Pierre         | 1 200       | Administration des Télégraphes      | 7 octobre 1870    | 11h00  | Alexandre Trichet                  | Léon Gambetta et Eugène Spuller                        | 100                   | 16               | Forêt d'Épineuse                                 | 15h00  | 120           |
| 6  | George Sand         | Place Saint-Pierre         | 1 200       | Société américaine                  | 7 octobre 1870    | 11h00  | Joseph Revilliod                   | May, Raynolds et Etienne Cuzon Ainé                    | -                     | 18               | Crémery                                          | 16h00  | 130           |
| 7  | « Sans nom »        | Usine à gaz de La Villette | 1 200       | Piper                               | 9 octobre 1870    | 14h15  | Racine                             | Piper et Friedmann                                     | -                     | -                | Marais de La Courneuve                           | 15h00  | 8             |
| 8  | Washington          | Gare d'Orléans             | 2 045       | Administration des Postes           | 12 octobre 1870   | 8h30   | Albert Bertaux                     | Lefébvre et Van Roosebecke                             | 300                   | 25               | Carnières (Nord)                                 | 11h30  | 230           |
| 9  | Louis Blanc         | Place Saint-Pierre         | 1 200       | Administration des Télégraphes      | 12 octobre 1870   | 9h00   | Eugène Farcot                      | Traclet                                                | 125                   | 8                | Beclers (Belgique)                               | 12h30  | 260           |
| 10 | Godefroy Cavaignac  | Gare d'Orléans             | 2 045       | Administration des Postes           | 14 octobre 1870   | 10h00  | Edmée Godard père                  | Émile de Kératry et deux de ses secrétaires            | 200                   | 6                | Brillon-en-Barrois                               | 15h00  | 250           |
| 11 | Christophe Colomb   | Gare d'Orléans             | 2 045       | Administration des Postes           | 14 octobre 1870   | 1h15   | Albert Tissandier                  | Arthur Ranc et Ferrand                                 | 300                   | 10               | Montpothier                                      | 17h00  | 100           |
| 12 | Jules Favre no 1    | Gare d'Orléans             | 2 000       | Administration des Postes           | 16 octobre 1870   | 7h20   | Louis Mutin dit Petit Louis Godard | Malapert, Ribot et Bureau                              | 200                   | 6                | Foix de Chapelle (Province de Hainaut Belgique)  | 12h00  | 310           |
| 13 | Jean Bart           | Gare d'Orléans             | 2 045       | Administration des Postes           | 16 octobre 1870   | 9h50   | Henry Labadie                      | Daru et Barthélemy                                     | 300                   | 4                | Evrechelles (Province de Hainaut Belgique)       | 13h00  | 300           |
| 14 | Victor Hugo         | Jardin des Tuileries       | 1 200       | Administration des Postes           | 18 octobre 1870   | 12h00  | Jean Pierre Alfred Nadal           | -                                                      | 440                   | 6                | Vaubecourt                                       | 17h30  | 250           |
| 15 | Lafayette           | Gare d'Orléans             | 2 000       | Administration des Postes           | 19 octobre 1870   | 9h15   | Louis Jossec                       | Dubost et Gaston Prunières                             | 450                   | 6                | Lonny                                            | 11h30  | 240           |
| 16 | Garibaldi           | Jardin des Tuileries       | 2 000       | Administration des Postes           | 22 octobre 1870   | 11h15  | Iglésia                            | Paul de Jouvencel                                      | 300                   | 6                | Quincy-Segy                                      | 11h30  | 240           |
| 17 | Montgolfier         | Gare d'Orléans             | 2 045       | Administration des Postes           | 25 octobre 1870   | 8h30   | Hervé Sené                         | Colonel Lapierre et commandant Joseph Marie Le Bouédec | 390                   | 2                | Heiligenberg (Bas-Rhin)                          | 13h00  | 250           |
| 18 | Vauban              | Gare d'Orléans             | 2 000       | Administration des Postes           | 27 octobre 1870   | 8h45   | Épiphane Marie Guillaume           | A. Reitlinger et Édouard Cassiers                      | 270                   | 23               | Bois de Vigneulles-lès-Hattonchâtel              | 13h00  | 250           |
| 19 | Normandie           | Usine à gaz de La Villette | 1 650       | Entreprise particulière             | 27 octobre 1870   | 12h00  | René Cuzon                         | Woerth, Manceau et Hiédait                             | 300                   | -                | Près de Verdun                                   | 15h30  | 300           |
| 20 | Colonel Charras     | Gare du Nord               | 2 000       | Administration des Postes           | 29 octobre 1870   | 12h00  | Ferdinand Gilles                   | -                                                      | 460                   | 6                | Montigny-le-Roi (Haute-Marne)                    | 17h00  | 290           |
| 21 | Fulton              | Gare d'Orléans             | 2 045       | Administration des Postes           | 2 novembre 1870   | 8h30   | Jean-Marie Le Glorennec            | Cézanne                                                | 350                   | 6                | La Jumellière                                    | 17h00  | 290           |
| 22 | Ferdinand Flocon    | Gare du Nord               | 2 000       | Administration des Télégraphes      | 4 novembre 1870   | 9h20   | Georges Vidal-Loisset              | Lemercier et de Janvelle                               | 150                   | 6                | Niort                                            | 15h45  | 380           |
| 23 | Galilée             | Gare d'Orléans             | 2 045       | Administration des Postes           | 4 novembre 1870   | 15h15  | Jean Husson                        | Étienne Antonin                                        | 400                   | 6                | Fresnay-le-Gilmert                               | 18h00  | 90            |
| 24 | Ville de Châteaudun | Gare du Nord               | 2 000       | Administration des Postes           | 6 novembre 1870   | 9h45   | Philippe Bosc                      | -                                                      | 500                   | 6                | Réclainville                                     | 17h00  | 100           |
| 25 | « Sans nom »        | Usine à gaz de La Villette | 1 200       | Piper                               | 7 novembre 1870   | 14h30  | Piper                              | Friedmann et Jutteau                                   | -                     | -                | Entre Brie-Comte-Robert et Combs-la-Ville        | 15h30  | 28            |
| 26 | Gironde             | Gare d'Orléans             | 2 045       | Gambès et Barry                     | 8 novembre 1870   | 8h30   | Galley                             | Gambès, Barry et Herbault                              | 60                    | 3                | Gaudreville-la-Rivière                           | 15h20  | 100           |
| 27 | Daguerre            | Gare d'Orléans             | 2 045       | Administration des Postes           | 12 novembre 1870  | 9h15   | Sylvain Jubert                     | Nobécourt, Pierson                                     | 260                   | 30               | Jossigny                                         | 11h00  | 30            |
| 28 | Niepce              | Gare d'Orléans             | 2 045       | Administration des Postes           | 12 novembre 1870  | 9h00   | Pagano                             | Dagron, Fernique, Poissot et Gnocchi                   | 500                   | -                | Coole                                            | 14h00  | 190           |
| 29 | Général Ulrich      | Gare du Nord               | 2 045       | Administration des Postes           | 18 novembre 1870  | 23h00  | Émile Lemoine, père                | Thomas, Biembar et Chaponil                            | 80                    | 34               | Luzarches                                        | 8h00   | 30            |
| 30 | Archimède           | Gare d'Orléans             | 2 045       | Administration des Postes           | 21 novembre 1870  | 1h00   | Jules Buffet                       | de Saint-Valry et A. Jaudas                            | 300                   | 5                | Castelré (Pays-Bas)                              | 6h40   | 400           |
| 31 | Égalité             | Usine à gaz de Vaugirard   | 3 000       | Société particulière                | 24 novembre 1870  | 11h40  | Wilfrid de Fonvielle               | de Viloutray, Dubreuil, Bunel et Rouzé                 | -                     | 12               | Louvain (Belgique)                               | 14h15  | 320           |
| 32 | Ville d'Orléans     | Gare du Nord               | 3 000       | Administration des Postes           | 24 novembre 1870  | 00h00  | Paul Rolier                        | Léonard Bézier                                         | 300                   | 6                | Lifjell (no) (Norvège)                           | 15h00  | 3 130         |
| 33 | Jacquard            | Gare d'Orléans             | 2 045       | Administration des Postes           | 28 novembre 1870  | 23h25  | Alexandre Prince                   | -                                                      | 250                   | -                | Perdu en mer d'Irlande                           | -      | -             |
| 34 | Jules Favre no 2    | Gare du Nord               | 2 000       | Administration des Postes           | 30 novembre 1870  | 23h30  | Martin                             | Ducauroy                                               | 100                   | 10               | Belle-Île-en-Mer                                 | 9h00   | 460           |
| 35 | Bataille de Paris   | Gare du Nord               | 2 000       | Administration des Télégraphes      | 1er décembre 1870 | 5h15   | Poirrier                           | Jules Antoine Lissajous et Vincent Youx                | -                     | -                | Grand-Champ                                      | 12h00  | 450           |
| 36 | Volta               | Gare d'Orléans             | 2 045       | Ministère de l'Instruction Publique | 2 décembre 1870   | 6h00   | Chapelain                          | Jules Janssen                                          | 200                   | -                | Bouvron                                          | 11h30  | 460           |
| 37 | Franklin            | Gare d'Orléans             | 2 045       | Administration des Postes           | 5 décembre 1870   | 1h00   | Pierre Marcia                      | Dandrecourt                                            | 100                   | 6                | Saint-Aignan-Grandlieu                           | 8h30   | 420           |
| 38 | Armée de Bretagne   | Gare du Nord               | 2 000       | Administration des Télégraphes      | 7 décembre 1870   | 6h00   | Surel de Montchamps                | Eugène Alavoine ,                                      | 400                   | 6                | Bouillé-Loretz                                   | 11h00  | 410           |
| 39 | Denis Papin         | Gare d'Orléans             | 2 045       | Administration des Postes           | 7 décembre 1870   | 1h00   | Domalain                           | Montgaillard, Delord et Robert                         | 60                    | 3                | La Ferté-Bernard                                 | 7h30   | 210           |
| 40 | Général Renault     | Gare du Nord               | 2 000       | Administration des Postes           | 11 décembre 1870  | 2h15   | Joignerey                          | Wolf et Lermanjat                                      | 1000                  | 12               | Baillolet                                        | 8h00   | 130           |
| 41 | Ville de Paris      | Gare du Nord               | 2 000       | Administration des Postes           | 15 décembre 1870  | 4h40   | Émile Dhiot dit Delamarne          | Billebault et Morel                                    | 70                    | 12               | Wetzlar (Prusse)                                 | 12h00  | 510           |
| 42 | Parmentier          | Gare d'Orléans             | 2 045       | Administration des Postes           | 17 décembre 1870  | 1h00   | Louis Paul                         | Lepère et Desdouet                                     | 150                   | 4                | Gourgançon                                       | 8h50   | 130           |
| 43 | Gutenberg           | Gare d'Orléans             | 2 050       | Administration des Postes           | 17 décembre 1870  | 1h30   | Joseph Perruchon                   | Joseph-Charles d'Almeida, Lévy et Louisy               | -                     | 6                | Montépreux                                       | 9h00   | 190           |
| 44 | Davy                | Gare d'Orléans             | 1 200       | Administration des Postes           | 18 décembre 1870  | 5h00   | Chaumont                           | Deschamps                                              | 50                    | -                | Fussey                                           | 10h30  | 320           |
| 45 | Général Chanzy      | Gare du Nord               | 2 000       | Administration des Postes           | 20 décembre 1870  | 2h30   | Léopold Verrecke                   | Lépinay, Juillac et Jouffryon                          | 25                    | 4                | Ansbach (Bavière)                                | 11h00  | 760           |
| 46 | Lavoisier           | Gare d'Orléans             | 2 045       | Administration des Postes           | 22 décembre 1870  | 2h30   | Charles Sauveur Ledret             | Raoul de Boisdeffre                                    | 175                   | 6                | Beaufort-en-Vallée                               | 9h00   | 300           |
| 47 | Délivrance          | Gare du Nord               | 2 050       | Administration des Postes           | 23 décembre 1870  | 4h30   | Édouard Gauchet                    | Reboul                                                 | 110                   | 4                | La Boissière-des-Landes                          | 11h00  | 560           |
| 48 | Rouget de Lisle     | Gare d'Orléans             | 2 045       | Administration des Télégraphes      | 24 décembre 1870  | 3h00   | François Yahn                      | Glachant et Garnier                                    | -                     | -                | Entre La Ferté-Macé et Alençon                   | 9h00   | 200           |
| 49 | Tourville           | Gare d'Orléans             | 2 050       | Administration des Postes           | 27 décembre 1870  | 3h50   | Abel Moutet                        | Miège, Delaleu et Simon                                | 160                   | 4                | Eymoutiers                                       | 13h00  | 400           |
| 50 | Merlin de Douai     | Gare du Nord               | 2 000       | Eugène Tarbé des Sablons            | 27 décembre 1870  | 6h00   | Eugène Tarbé des Sablons           | Griseaux                                               | -                     | -                | Massay                                           | 15h00  | 210           |
| 51 | Bayard              | Gare d'Orléans             | 2 045       | Administration des Postes           | 29 décembre 1870  | 4h00   | Paul Réginence                     | Ducoux                                                 | 110                   | 4                | La Mothe-Achard                                  | 11h00  | 470           |
| 52 | Armée de la Loire   | Gare du Nord               | 2 000       | Administration des Postes           | 31 décembre 1870  | 5h00   | Lemoine, fils                      | -                                                      | 250                   | -                | Montbizot                                        | 10h30  | 200           |
| 53 | Newton              | Gare d'Orléans             | 2 045       | Administration des Postes           | 4 janvier 1871    | 4h00   | Aimé Ours                          | Brousseau                                              | 310                   | 4                | Digny                                            | 11h00  | 100           |
| 54 | DuHyndquesne        | Gare d'Orléans             | 2 045       | Administration des Postes           | 9 janvier 1871    | 3h50   | Charles Richard                    | Aymand, Chenin et Lallemagne                           | 150                   | 4                | Ludes                                            | 10h30  | 150           |
| 55 | Gambetta            | Gare du Nord               | 2 000       | Administration des Postes           | 10 janvier 1871   | 3h30   | Charles Duvivier                   | Eugène Lefebure de Fourcy                              | 240                   | 3                | Vignes                                           | 14h00  | 200           |
| 56 | Képler              | Gare d'Orléans             | 2 045       | Administration des Postes           | 11 janvier 1871   | 3h30   | Achille Félix Roux                 | Dupuy                                                  | 160                   | 3                | Laval                                            | 11h00  | 280           |
| 57 | Monge               | Gare d'Orléans             | 2 045       | Guiner                              | 13 janvier 1871   | 1h00   | Raoul                              | Guiner et Carnaux                                      | -                     | -                | Arpheuilles                                      | 8h00   | 260           |
| 58 | Général Faidherbe   | Gare du Nord               | 2 000       | Administration des Postes           | 13 janvier 1871   | 3h30   | François Van Seymortier            | Hurel et 5 chiens                                      | 60                    | 2                | Saint-Avit-de-Soulège                            | 14h00  | 560           |
| 59 | Vaucanson           | Gare d'Orléans             | 2 045       | Administration des Postes           | 15 janvier 1871   | 3h00   | André Clariot                      | Valade et Delente                                      | 75                    | 3                | Erquinghem-le-Sec                                | 10h30  | 240           |
| 60 | Steennackers        | Gare du Nord               | 2 000       | Administration des Télégraphes      | 16 janvier 1871   | 4h00   | Vibert                             | Gobron                                                 | 2 caisses de dynamite | -                | Hynd-Zuiderzee (Hollande)                        | 11h00  | 700           |
| 61 | Poste de Paris      | Gare du Nord               | 2 000       | Administration des Postes           | 18 janvier 1871   | 3h30   | Turbiaux                           | Cleray et Cavaillon                                    | 70                    | 3                | Venray (Hollande)                                | 10h30  | 630           |
| 62 | Général Bourbaki    | Gare du Nord               | 2 000       | Administration des Postes           | 20 janvier 1871   | 5h00   | Théodore Mangin, jeune             | Boisenfray                                             | 125                   | 4                | Auménancourt-le-Grand                            | 13h30  | 160           |
| 63 | Général Daumesnil   | Gare de l'Est              | 2 050       | Administration des Postes           | 22 janvier 1871   | 3h30   | Robin                              | -                                                      | 280                   | 3                | Marchienne-au-Pont (Belgique)                    | 8h00   | 300           |
| 64 | Torricelli          | Gare de l'Est              | 2 045       | Administration des Postes           | 24 janvier 1871   | 3h00   | Bély                               | -                                                      | 230                   | 3                | Fumechon                                         | 8h00   | 80            |
| 65 | Richard Wallace     | Gare du Nord               | 2 000       | Administration des Postes           | 27 janvier 1871   | 3h30   | Émile Lacaze                       | -                                                      | 220                   | 3                | Perdu en mer entre La Rochelle et Arcachon       | -      | -             |
| 66 | Général Cambronne   | Gare de l'Est              | 2 045       | Administration des Postes           | 28 janvier 1871   | 5h45   | Auguste Tristan                    | -                                                      | 20                    | -                | Sougé-le-Ganelon                                 | 13h00  | 270           |